# جو غاستون
جو غاستون (بالإنجليزية: Joe Gaston)‏ هو فلاح وسياسي بريطاني، ولد في 1926. في انتخابات الجمعية التشريعية لأيرلندا الشمالية 1982 ‏، انتخب عضو الجمعية التشريعية لأيرلندا الشمالية 1982-1986 ‏ وقد انضم خلال فترته النيابية ‏  للكتلة البرلمانية حزب ألستر الوحدوي.